# The Galan Pixs
The Galan Pixs zijn een Duitse elektroband, die in 1993 in Leipzig werd opgericht.
The Galan Pixs zijn een kwintet: oprichters waren zanger Stefan Kopielski en keyboardspeler Timo Lurgenstein. De overige drie leden zijn gitaristen Henrik Fehse en Tobias Fiedler, met Dirk Feckenstedt op de drum. Vanaf het begin was de muziek sterk elekronisch gericht: hun eerste drie cd's, in eigen beheer uitgebracht, zaten in de Electronic Body Music geworteld. Medio jaren 90 hadden ze zich daarmee reeds een goede reputatie opgebouwd, en ze ondernamen diverse tournees door Duitsland, onder andere samen met Oomph! en Anne Clark. Hun nummer 'Anuschka Corazon' uit deze periode is in het elektro-milieu relatief bekend geworden.
In 1999 slaagden ze erin een eerste volwaardig album op de labels Flatline en Novatekk uit te brengen, en van toen af braken ze hun stijl open: naast new wave-getinte nummers verkenden ze eveneens de synthipop, en experimenteerden zelfs met rock. Ze gaven verschillende succesvolle concerten in Engeland, en maakten remixes van nummers van vele andere groepen, zoals In Strict Confidence en Front 242. Voor het album Boredom International uit 2003 werkten ze samen met Suzie Q..
Doorheen de jaren is de band steeds veelzijdiger geworden; The Galan Pixs maken zowel gesofisticeerde popsongs als rauwe elektro. Hun roem is echter in Duitsland veel groter dan daarbuiten.

## Discografie
- 1993 Trial
- 1994 Holocaust in Toyland (MCD)
- 1996 Anche Lucifero Era un Angelo
- 1997 Anuschka Corazon (MCD)
- 1999 Pink Film Edition
- 2000 Crackerjack EP
- 2000 Use the Slimelight-The Remixes
- 2001 Acid Anger Again (MCD)
- 2003 Boredom International
- 2003 Komakino-The Remixes (12")
- 2003 Komakino (MCD)
- 2004 Another Country-Another Name (MCD)
- 2007 Introducing the Band